# VERA 格式
视觉电子记录设备（英語：Vision Electronic Recording Apparatus）是一种由BBC公司开发的利用磁带来存储电视信号的技术。这项技术从1952年起开始立项，1956年进行了首次演示。它每秒转动70英尺（约21.34米）的磁带，能在直径21英尺（总长4572米）的磁带上储存15分钟的405线制式电视节目。由于来自美国的Quadruplex格式的挑战，1958年BBC放弃了这种技术。